# Luis Carvallo
Luis Carvallo Ibarra (?-18 de enero de 1938) fue un futbolista de Chile. Fue jugador de Colo-Colo, donde se consagró como máximo goleador del primer torneo profesional de Primera División en Chile. Marcó 9 goles en el torneo de 1933 que se inició el 22 de julio de 1933. Desde 1933 hasta 1935, Luis Carvallo marcó 26 goles en 19 encuentros oficiales disputados.

## Historia
La historia cuenta que el primer Superclásico del fútbol chileno se jugó el 9 de junio de 1935. Fue un partido amistoso presenciado por unas 1.500 personas en los míticos Campos de Sport, donde Luis Carvallo anotó dos goles, el primero a los 34 minutos del primer tiempo. Colo-Colo llegó al empate luego de un tiro libre servido por Carlos Schneberger, capitalizado de cabeza por el artillero Luis Carvallo. A los 38’, Colo-Colo logra colocarse en ventaja con un gol nuevamente de Carvallo.

## Palmarés

### Distinciones individuales
| Distinción                            | Año  |
| ------------------------------------- | ---- |
| Goleador de Primera División de Chile | 1933 |